# The Fall (musikgrupp)
The Fall var ett brittiskt band bildat i Manchester 1976.
Genom åren har bandet, som är uppkallat efter Albert Camus roman Fallet (1956), haft 34 medlemmar men bandet har alltid kretsat kring den karismatiske frontfiguren/sångaren Mark E. Smith.
Kända för att vara radio-DJ:n John Peels absoluta favoritband. The Fall har spelat in över 50 studio- och livealbum och 24 Peel Sessions.
The Fall har genom sin över 30 år långa karriär gått igenom ett antal olika musikstilar. Oavsett om de spelar jazzig post-punk, rockabilly, pop eller electro har de ett distinkt och väldigt originellt sound. Musiken är både primitiv och komplex, och drivs ofta av suggestiva repetitiva fraser. Mark E. Smiths texter är ofta kryptiska, cyniska eller ironiska och pratas eller skriks fram med en bred nordvästengelsk dialekt.
BBC visade i januari 2005 en dokumentär om The Fall under titeln The Wonderful and Frightening World of Mark E Smith.
Den 24 januari 2018 avled Mark E. Smith vid en ålder av 60 år.

## Diskografi
Studioalbum
- Live at the Witch Trials (1979)
- Dragnet (1979)
- Totale's Turns (It's Now or Never) (1980)
- Grotesque (After the Gramme) (1980)
- Slates (1981)
- Hex Enduction Hour (1982)
- Room to Live (Undilutable Slang Truth!) (1982)
- Perverted by Language (1983)
- Fall in a Hole (1983)
- The Wonderful and Frightening World of The Fall (1984)
- This Nation's Saving Grace (1985)
- Bend Sinister (1986)
- The Frenz Experiment (1988)
- I Am Kurious, Oranj (1988)
- Seminal Live (1989)
- Extricate (1990)
- Shift-Work (1991)
- Code: Selfish (1992)
- The Infotainment Scan (1993)
- Middle Class Revolt (1994)
- Cerebral Caustic (1995)
- The Light User Syndrome (1996)
- Levitate (1997)
- The Marshall Suite (1999)
- The Unutterable (2000)
- Are You Are Missing Winner (2001)
- 2G+2 (2002)
- The Real New Fall LP (Formerly Country on the Click) (2003)
- Fall Heads Roll (2005)
- Interim (2005)
- Reformation! Post-TLC (2007)
- Imperial Wax Solvent (2008)
- Your Future Our Clutter (2010)
- Ersatz G.B. (2011)
- Re-Mit (2013)
- Sub-Lingual Tablet (2015)
- New Facts Emerge (2017)